# 约瑟夫·特拉奇
约瑟夫·特拉奇（波蘭語：Józef Tracz，1964年9月1日—），波兰男子摔跤运动员。他曾代表波兰参加1988年、1992年和1996年夏季奥林匹克运动会摔跤比赛，获得一枚银牌和二枚铜牌。